# Pavel Gerasimov
Pavel Gerasimov (Rusia, 29 de mayo de 1979) es un atleta ruso, especialista en la prueba de salto con pértiga, con la que ha logrado ser medallista de bronce mundial en 2005.

## Carrera deportiva
En el Mundial de Helsinki 2005 ganó la medalla de bronce en salto con pértiga, con un salto de 5.65 metros, quedando tras el neerlandés Rens Blom (5.80 metros) y el estadounidense Brad Walker, plata con 5.75 metros.